# Euproctis subfasciata
Euproctis subfasciata är en fjärilsart som beskrevs av Walker 1865. Euproctis subfasciata ingår i släktet Euproctis och familjen tofsspinnare. Inga underarter finns listade i Catalogue of Life.